# Whyalla Airport
Whyalla Airport är en flygplats i Australien. Den ligger i regionen Whyalla och delstaten South Australia, omkring 230 kilometer nordväst om delstatshuvudstaden Adelaide. Whyalla Airport ligger 13 meter över havet.
Närmaste större samhälle är Whyalla, nära Whyalla Airport.
Genomsnittlig årsnederbörd är 407 millimeter. Den regnigaste månaden är maj, med i genomsnitt 71 mm nederbörd, och den torraste är oktober, med 9 mm nederbörd.